# フネフェル
フネフェル (Hunefer) は、紀元前1310年頃の古代エジプトに生きていた書記官であった。『フネフェルのパピルス』として知られる、エジプトの葬送用の『死者の書』をその墓に収められた人物である。
フネフェルは、第19王朝のファラオ・セティ1世の近くに仕えた執事でもあった。彼のために制作された『死者の書』が芸術的に優れていることから、彼は高い地位にあったと考えられている。彼はメンフィスで死亡したと考えられている。

## 『フネフェルのパピルス』

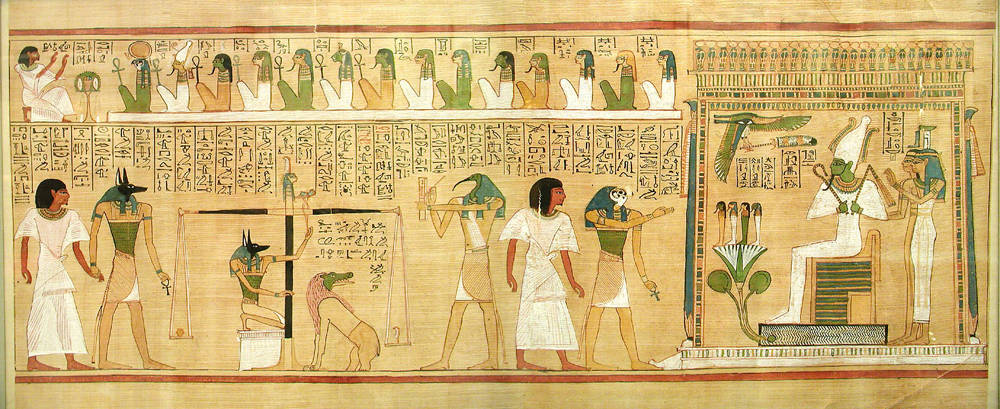
『死者の書』から審判の場面。まず、死者（フネフェル）はジャッカルの頭をもつアヌビスによって審判の場に連れて来られる。次は死者の心臓の重さを量る様子で、結果を待っているアメミットと記録をつけるトートがいる。さらに次は、計量に合格した死者が、隼の頭をもつホルスによって、イシスとネフティスを侍らせた、玉座に座っているオシリスに紹介されるところである。パピルスの上部には九柱の神々（エネアド）がおり、フネフェルが審判官であるその神々を崇拝する姿が描かれている。紀元前1275年頃制作、テーベで発見。（大英博物館所蔵）

『フネフェルのパピルス』は『アニのパピルス』などと共に『死者の書』の中でも有名な作品とされている。
『フネフェルのパピルス』には、「開口」の儀式が描かれている。これは、死者が呼吸をする道を開いて魂のできるようにするための作業であり、パピルスには、アヌビスがミイラを墓の入り口に立たせ、死者の息子が道具を使って死者の口を開けるところが描かれている。この描写によって、埋葬儀礼における「開口」の儀式について多くの事を知ることができる。大英博物館に収集されたパピルスの中でも有名な部分の一つとされている。

## 脚注

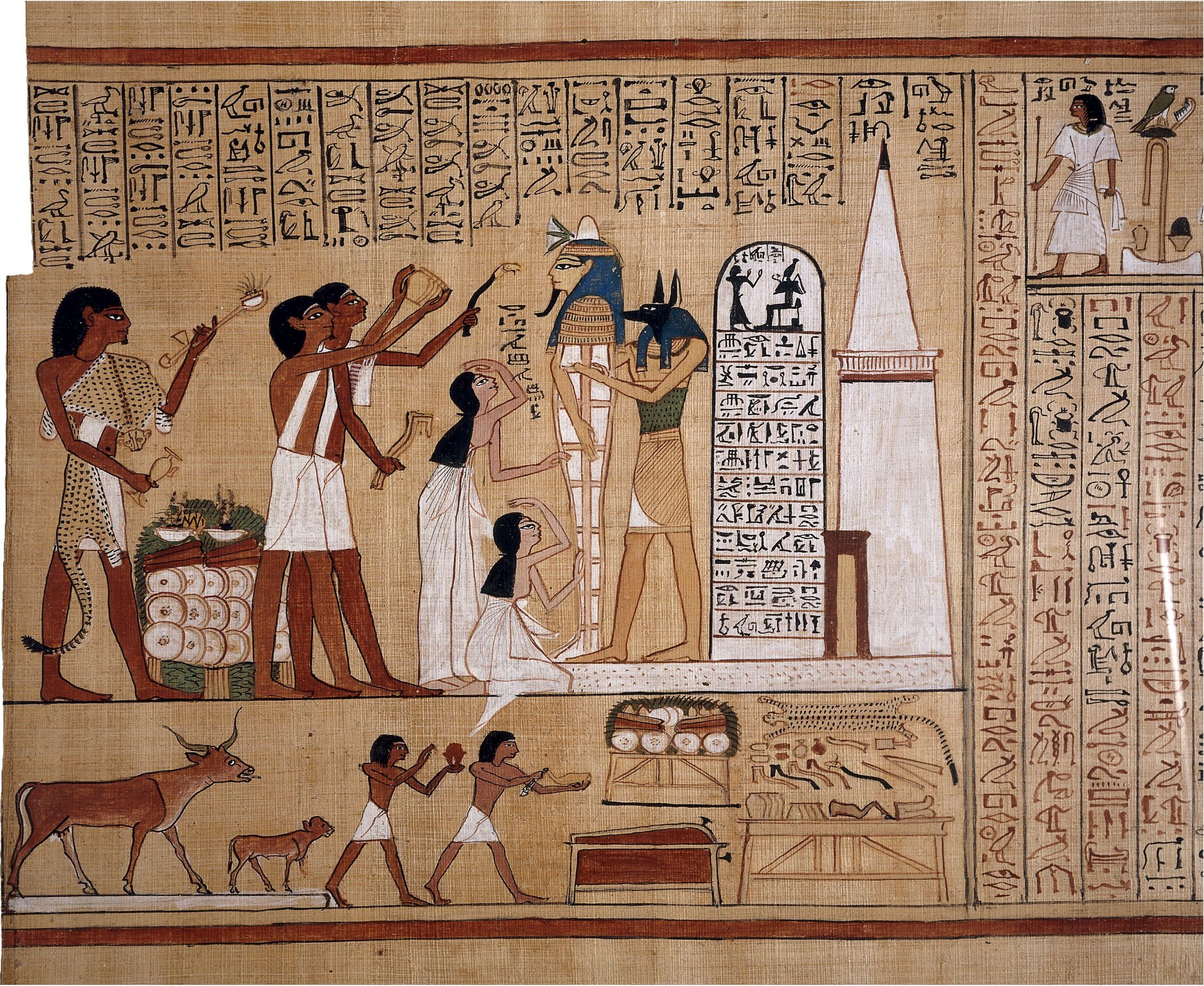
『フネフェルのパピルス』に描かれた開口の儀式。